# Paolo Zancla
Paolo Zancla est un imprésario d'origine sicilienne actif dans le nord de l'Italie après 1810.

## Biographie
D'abord directeur d'une troupe d'opéra itinérante basée à Vérone, Paolo Zancla eut ensuite la concession de théâtres à Bergame (Teatro della Società), Lodi et Crémone. 
Il engagea Giuseppina Ronzi de Begnis et son mari pour la saison du carnaval 1817-1818 à Bergame ; ils mirent un terme à cette collaboration lorsque le couple fut engagé à Vérone au printemps suivant.
Il commanda à Gaetano Donizetti ses deux premiers opéras à être effectivement représentés au Teatro San Luca de Venise : Enrico di Borgogna (novembre 1818) et Una follia (décembre 1818).

## Sources
- (en) William Ashbrook, Donizetti and his operas, Cambridge University Press, 1982  (ISBN 0-521-27663-2)